# Phaedropsis meropialis
Phaedropsis meropialis is een vlinder uit de familie van de grasmotten (Crambidae). De wetenschappelijke naam van de soort is voor het eerst gepubliceerd in 1886 door Heinrich Benno Möschler.
De soort komt voor op Cuba en Jamaica.